# 比納洛波河

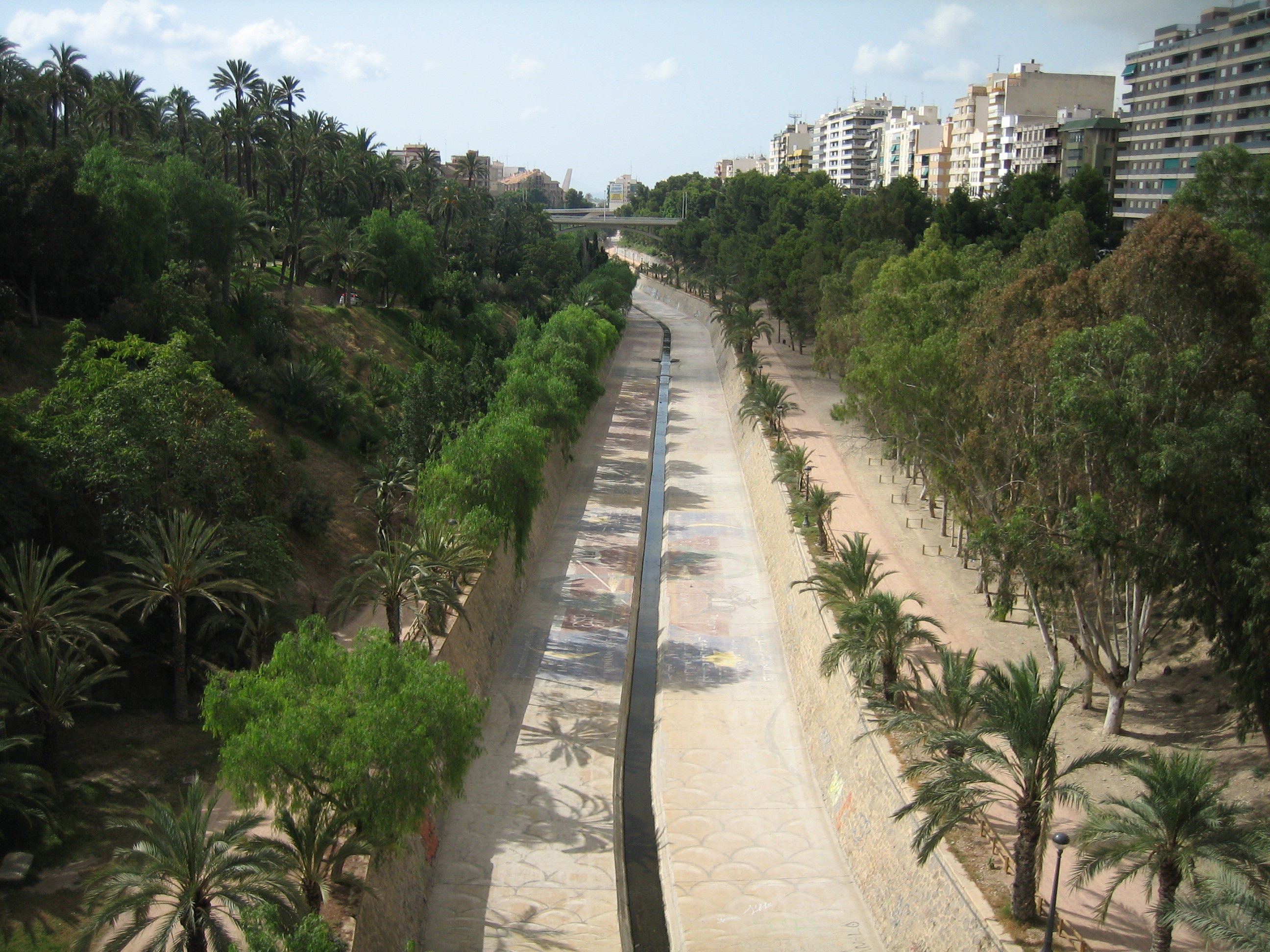
比納洛波河埃爾切市段

比納洛波河（西班牙語：Río Vinalopó）是西班牙的河流，位於阿利坎特省，發源自博凱倫特，最終在聖波拉附近注入地中海，河道全長81.2公里，流域面積1,692平方公里，平均流量每秒0.85立方米。

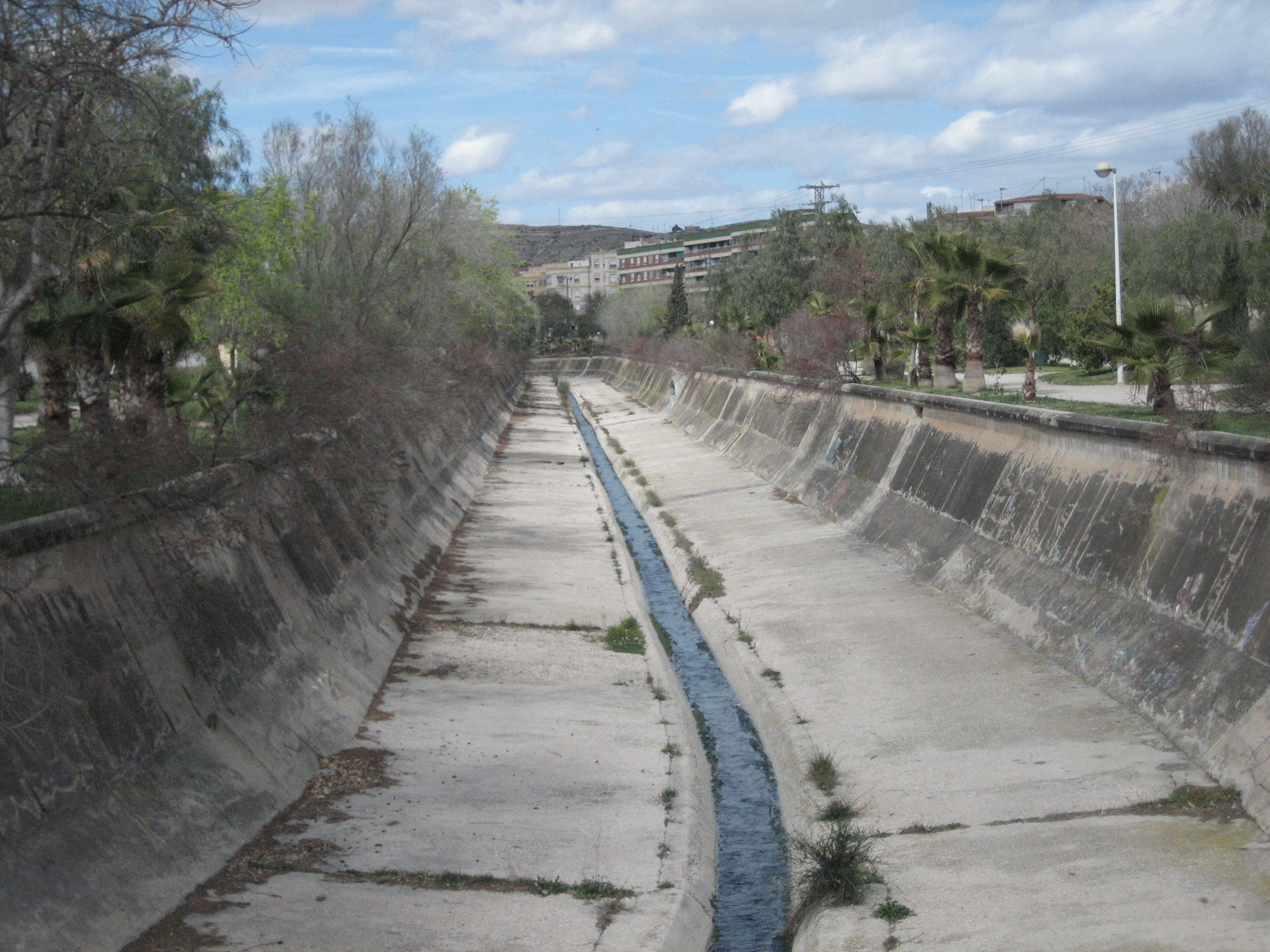
比納洛波河埃爾達鎮段
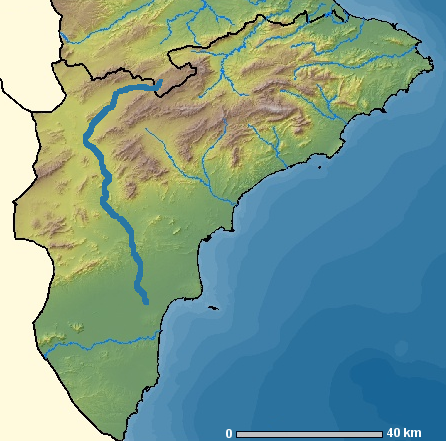
比納洛波河地圖

## 外部連結
- Official site of the Jucar River Authority, which regulates other smaller rivers like the Vinalopó. In Spanish.

38°43′12″N 0°37′34″W / 38.720°N 0.626°W